# Plosca, Bârzula
Plosca (în ucraineană Плоске, transliterat: Ploske) este un sat în comuna Balta din raionul Bârzula, regiunea Odesa, Ucraina.

## Demografie
Componența lingvistică a comunei Plosca
     Ucraineană (95,6%)
     Română (2,9%)
     Rusă (1,3%)
     Alte limbi (0,1%)
Conform recensământului din 2001, majoritatea populației comunei Plosca era vorbitoare de ucraineană (95,6%), existând în minoritate și vorbitori de română (2,9%) și rusă (1,3%).